# Dorsum Bucher
Il Dorsum Bucher è una catena di creste lunari intitolata al geologo e paleontologo tedesco-statunitense Walter Hermann Bucher. Si trova nella regione di confine tra l'Oceanus Procellarum e il Mare Imbrium e ha una lunghezza di circa 90 km.